# شارلوت راس
شارلوت راس (انگلیسی: Charlotte Ross؛ زادهٔ ۲۱ ژانویهٔ ۱۹۶۸) یک بازیگر سینما، و هنرپیشه اهل ایالات متحده آمریکا است.
از فیلم‌ها یا برنامه‌های تلویزیونی که وی در آن نقش داشته است می‌توان به رانندگی جنون ، گدایان و انتخاب کنندگان  و پیکان اشاره کرد.